# Edward Williams Morley
Edward Williams Morley, ameriški fizik in kemik, * 29. januar 1838, Newark, New Jersey, ZDA, † 24. februar, 1923, West Hartford, Connecticut, ZDA.